# Leif Pagrotsky
Leif Pagrotsky	é um político sueco, do Partido Social Democrata.
Nasceu em Gotemburgo, na Suécia, em 1951.
Foi Ministro do Comércio em 1997-2002, Ministro da Economia em 2002-2004, e Ministro da Educação e da Cultura em 2004-2006.